# 博胡斯拉夫·埃伯曼
博胡斯拉夫·埃伯曼（捷克語：Bohuslav Ebermann，1948年9月19日—），捷克男子冰球运动员。他曾代表捷克斯洛伐克国家队参加1976年和1980年冬季奥林匹克运动会冰球比赛，获得一枚银牌。